# Reserva natural de Astracán
La reserva natural de Astracán (en ruso: Астраханский биосферный заповедник), también conocida como Astrakhanskiy, Es una reserva natural estricta (un 'Zapovédnik') de Rusia. La reserva cubre un área que incluye las islas y humedales del delta del Volga, donde el río Volga desemboca al sector noroeste del Mar Caspio. El paisaje está plagado de extensos humedales cubiertos de juncos, espadañas y sauces y es una importante zona de anidación de aves acuáticas y zancudas. La zona es rica en peces, con cincuenta especies registradas, incluido el esturión beluga (Huso huso).
La reserva está situada en el distrito administrativo (raión) de Ikriánoye del óblast de Astracán. Desde 1975, el territorio forma parte de un sitio de humedales Ramsar de importancia internacional, y desde 1984 está incluido en la Red Mundial de Reservas de la Biosfera.

## Topografía
La reserva se divide en tres secciones: «Damchikskogo» en el oeste (30 000 hectáreas), «Trehiz-binskogo» en el centro (28 400 hectáreas) y «Obzhorovsky» en el este (9500 hectáreas). Se encuentra en la depresión del Caspio, a 27 metros por debajo del nivel del mar. El delta se extiende hacia el mar, aunque los depósitos anuales de sedimentos se ven afectados por las presas que hay río arriba.

## Clima y ecorregión
Astracán se encuentra en la ecorregión del desierto de las tierras bajas del Caspio. Esta ecorregión, situada en las costas norte y noreste del mar Caspio, se caracteriza por la presencia de dunas y crestas de arena, suelo salado, desiertos arcillosos (takirs) y, en algunos lugares, salinas ('salar') de 30 a 40 cm de espesor desprovistas de vegetación. La vida vegetal es escasa pero alberga plantas halófitas (plantas tolerantes a la sal) altamente especializadas.
El clima característico de la región es un clima semiárido frío (clasificación climática de Köppen (BSk)). Este clima se caracteriza por una alta variación de temperatura, tanto diaria como estacional; con escasas precipitaciones. La precipitación media anual en las tierras bajas del Caspio es de 198 mm. La temperatura promedio en enero es de -4,5 °C (23,9 °F), y en julio es de 25,7 °C (78,3 °F).

## Flora y fauna

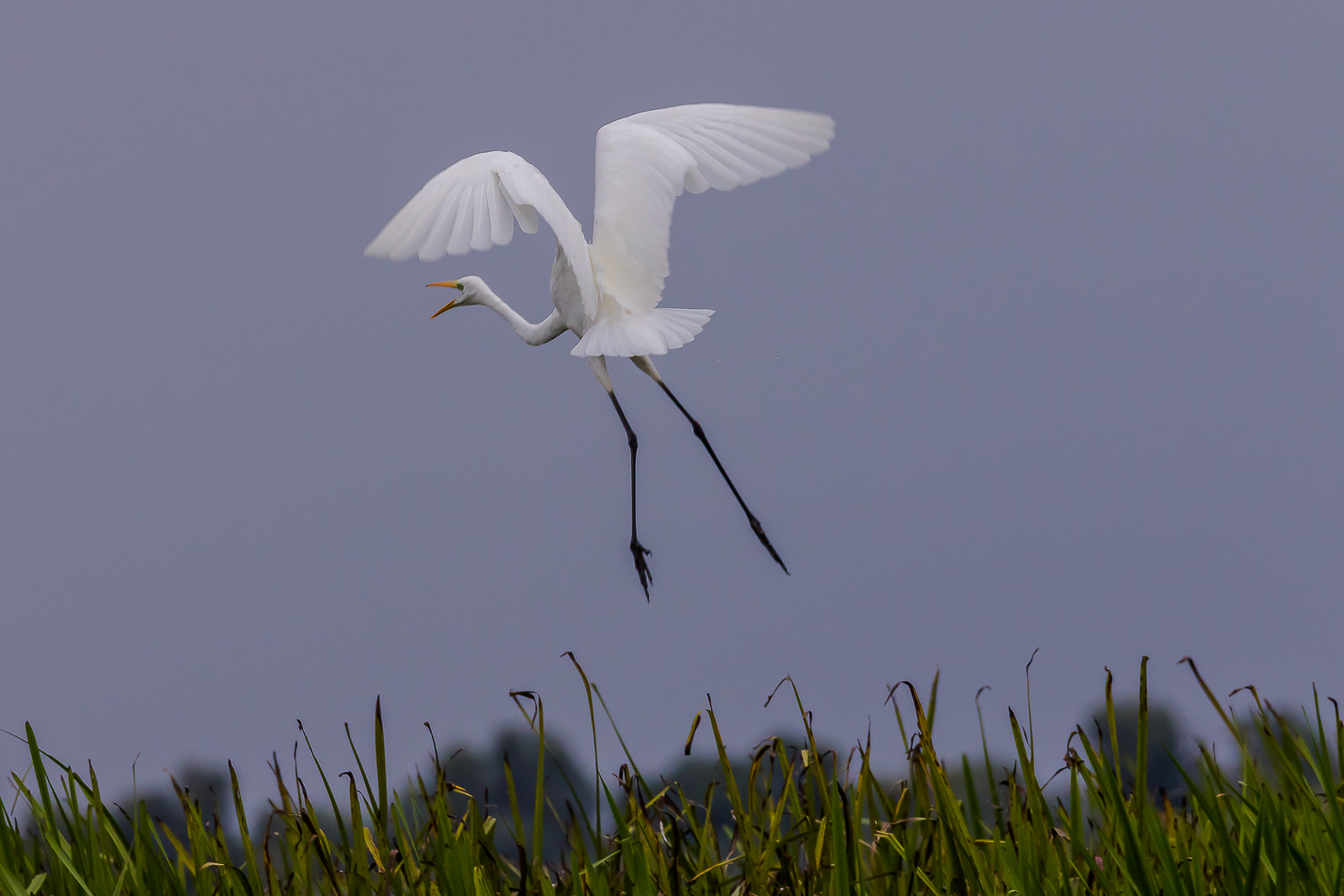
Una garza blanca (Ardea alba) fotografiada en la reserva

Hay cuatro grandes tipos de vegetación en el delta: arbustos, bosques, praderas y agua. Las comunidades forestales son ribereñas con sauces blancos, herbáceas y zarzamoras. Las zonas de pradera presentan pastos altos, formados por cañas y juncos; los prados pantanosos son en su mayoría juncales. La gran cantidad de especies de peces en la reserva se debe a la poca profundidad de las aguas y a la abundante vegetación. Hay relativamente pocas especies de mamíferos, pero aun así se pueden encontrar ratas almizcleras, erizos, armiños, comadrejas y varios roedores, y se observan migraciones masivas de varias especies de murciélagos a finales de primavera y principios de otoño. Hay poblaciones de lobo viviendo permanentemente en los tres sectores que componen la reserva.
La temporada de aves migratorias es de marzo a noviembre. La reserva ha registrado 283 especies de aves, 99 de las cuales anidan en la zona (y 27 de las cuales están clasificadas como vulnerables en el Libro Rojo de Rusia) y 155 de las cuales se ven en la zona únicamente en períodos de migración e invernada.

## Ecoturismo

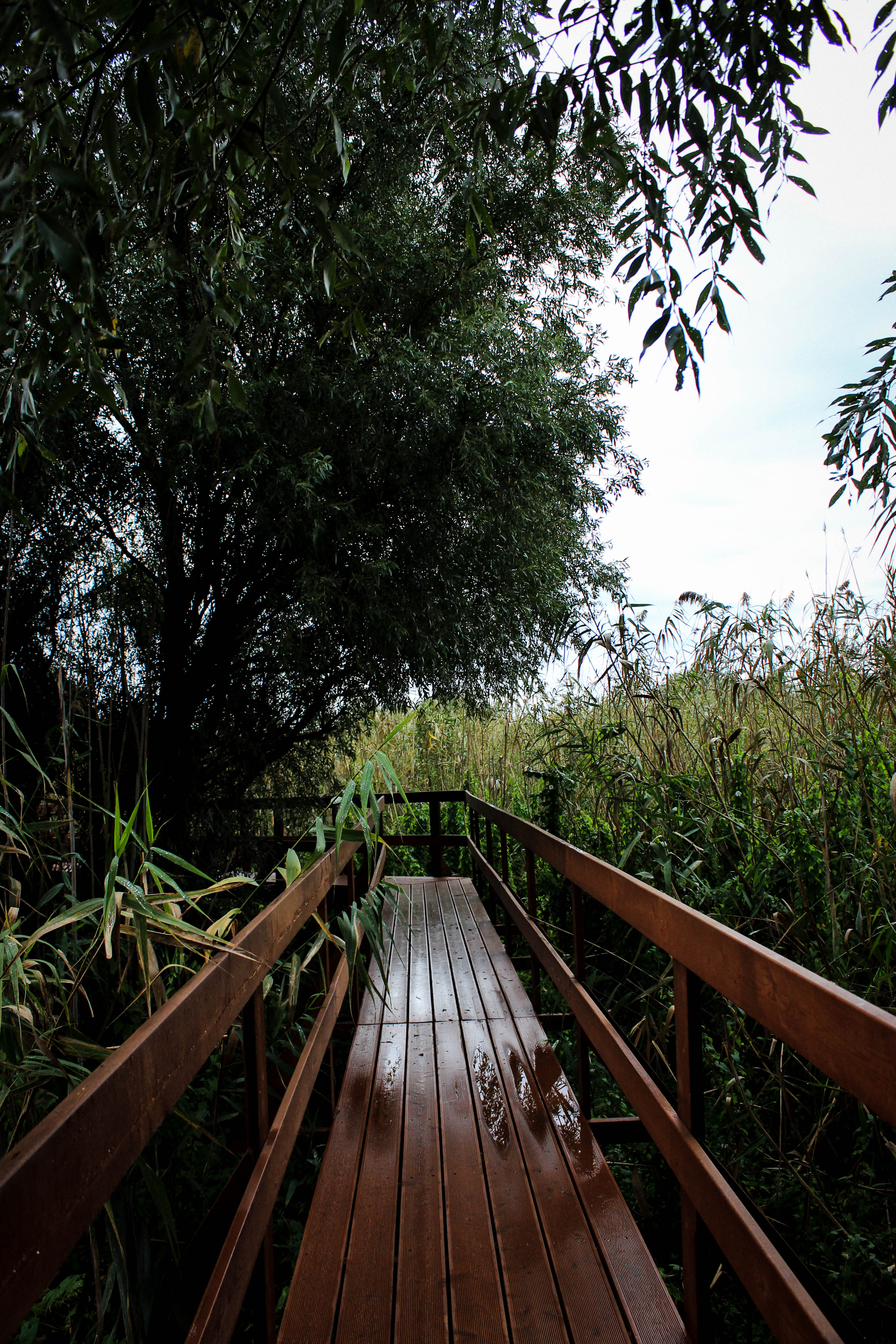
Sendero ecológico situado en la reserva de la Biosfera de Astracán

Al tratarse de una reserva natural estricta, la reserva de Astracán está en su mayor parte cerrada al público en general, aunque es posible organizar recorridos y excursiones con la administración del parque a través de su sitio web. Las oficinas de la reserva se encuentran en la ciudad de Astracán. Se ha desarrollado un nuevo sendero ecológico para los visitantes, con senderos a cuatro islas y una plataforma de observación. El personal de la reserva realiza recorridos en barca para grupos e individuales por las vías fluviales del territorio. En la reserva y en sus zonas de amortiguamiento están prohibidas la caza y la pesca industrial. La pesca deportiva está regulada y limitada a las zonas de amortiguamiento fuera de la propia reserva.